# 가도사와바시역
가도사와바시역(일본어: 門沢橋駅)은 일본 가나가와현 에비나시에 위치한 동일본 여객철도 사가미 선의 철도역이다. 단선 승강장 1면 1선의 구조를 갖춘 지상역이다.

## 이용 현황
| 승차 인원 추이 | 승차 인원 추이 |
| 연도           | 1일 평균       |
| -------------- | -------------- |
| 1995           | 1,812          |
| 2000           | 1,792          |
| 2001           | 1,757          |
| 2002           | 1,724          |
| 2003           | 1,695          |
| 2004           | 1,725          |
| 2005           | 1,737          |
| 2006           | 1,753          |
| 2007           | 1,848          |
| 2008           | 1,845          |
| 2009           | 1,755          |
| 2010           | 1,733          |
| 2011           | 1,698          |
| 2012           | 1,777          |
| 2013           | 1,855          |
| 2014           | 1,862          |

## 역 주변
- X-DOME 에비나
- 후지 제록스 에비나 사업소

## 역사
- 1931년 7월 1일 : 사가미 철도의 가도사와바시 정류장으로서 개업.
- 1944년 6월 1일 : 국유화. 역으로 승격해, 일본국유철도 사가미 선의 역이 됨.
- 1962년 10월 10일 : 무인역이 됨. 그 후 근처의 상점에서 승차권이 발매되었던 시기임.
- 1987년 4월 1일 : 일본국유철도 분할 민영화에 의해, 동일본 여객철도가 승계.
- 2001년 11월 18일 : IC카드 Suica 사용 개시.
- 2009년 2월 1일 : 역 영업시간이 단축됨.
- 2016년 3월 13일 : 하시모토 역의 원격관리로 무인화 실시.

## 인접 역
| 동일본 여객철도 ■ 사가미 선 | 동일본 여객철도 ■ 사가미 선 | 동일본 여객철도 ■ 사가미 선 |
| --------------------------- | --------------------------- | --------------------------- |
| 구라미 지가사키 방면        | ■ 사가미 선                 | 샤케 하시모토 방면          |